# Basejn
Basejn (birm. ပုသိမ်မြို့  Puthein, ang. Pathein) – miasto w Mjanmie, w delcie Irawadi.
Jest stolicą prowincji Irawadi. Liczba mieszkańców w 2003 roku wynosiła ok. 213 tys.